# Epoca cuprului
Epoca cuprului este perioada din istoria omenirii când au început să fie folosite pentru prima oară unelte de metal, alături de cele deja consacrate, din piatră.
Epoca cuprului se situează între neolitic și epoca bronzului (adică, de la 7000-5000 până la 5000-3000 î.C.), dar se află în afara sistemului celor trei epoci.
Se mai numește și Eneolitic sau Calcolitic.  
În Europa apuseană, epoca cuprului începe în jurul anului 3700 î.C. (de exemplu, cultura Pfyn, din Elveția). Răspândirea meșteșugului cuprului în aceste regiuni s-ar fi putut face dinspre Balcani, pe ruta Dunării. Pe țărmul atlantic, producția metalurgică dominantă până la cea a bronzului rămâne însă cea a aurului. 
Un sit arheologic din Serbia conține cele mai vechi dovezi datate în condiții de siguranță ale fabricării cuprului, de acum circa 7.500 de ani. Descoperirea din iunie 2010 d.C. extinde istoricul cunoscut al topirii cuprului cu aproximativ 800 de ani și sugerează că topirea cuprului ar fi putut fi inventată în zone separate ale Asiei și Europei la acel moment, mai degrabă decât să se răspândească dintr-o singură sursă. 
În Serbia, la Prokuplje a fost găsit un topor de cupru, ceea ce indică utilizarea metalului în Europa de la 5500 î.C., cu mulți ani mai devreme decât se credea anterior.  Cunoașterea utilizării cuprului era mult mai răspândită decât metalul în sine. "Cultura ceramicii cu fir" folosea topoare din piatră șlefuită modelate pe topoare de cupru, chiar și cu modele sculptate în piatră. "Cultura europeană a toporului de luptă" a folosit topoare de piatră modelate pe topoare de cupru, chiar și cu modele sculptate în piatră.  Ötzi, Omul de Gheață, care a fost descoperit în Valea Ötz sau Ötztal (din Austria) în 1991 d.C. și ale cărui rămășițe au fost datate în jurul anului 3300 î.C., a fost găsit cu un topor de cupru al culturii Mondsee. 
Exemple de culturi calcolitice din Europa includ Vila Nova de São Pedro (Portugalia) și Los Millares (Spania).   Ceramica campaniformă a fost găsită în ambele locuri, fiind veche de câteva secole după ce a început prelucrarea acolo a cuprului. Cultura campaniformă pare să fi răspândit tehnologiile de cupru și bronz în Europa, împreună cu limbile indo-europene.  În Marea Britanie, cuprul a fost folosit între veacurile 25 și 22 î.C., dar unii arheologi nu recunosc vreun fenomen Calcolitic britanic deoarece producția și utilizarea au fost de mică amploare. 
Începând din neolitic, se simte o tendință generală de creștere a inegalităților sociale, care din nou se intensifică semnificativ în timpul Calcoliticului și a Epocii Bronzului timpuriu și se manifestă în cultura materială și în obiceiurile funerare. 

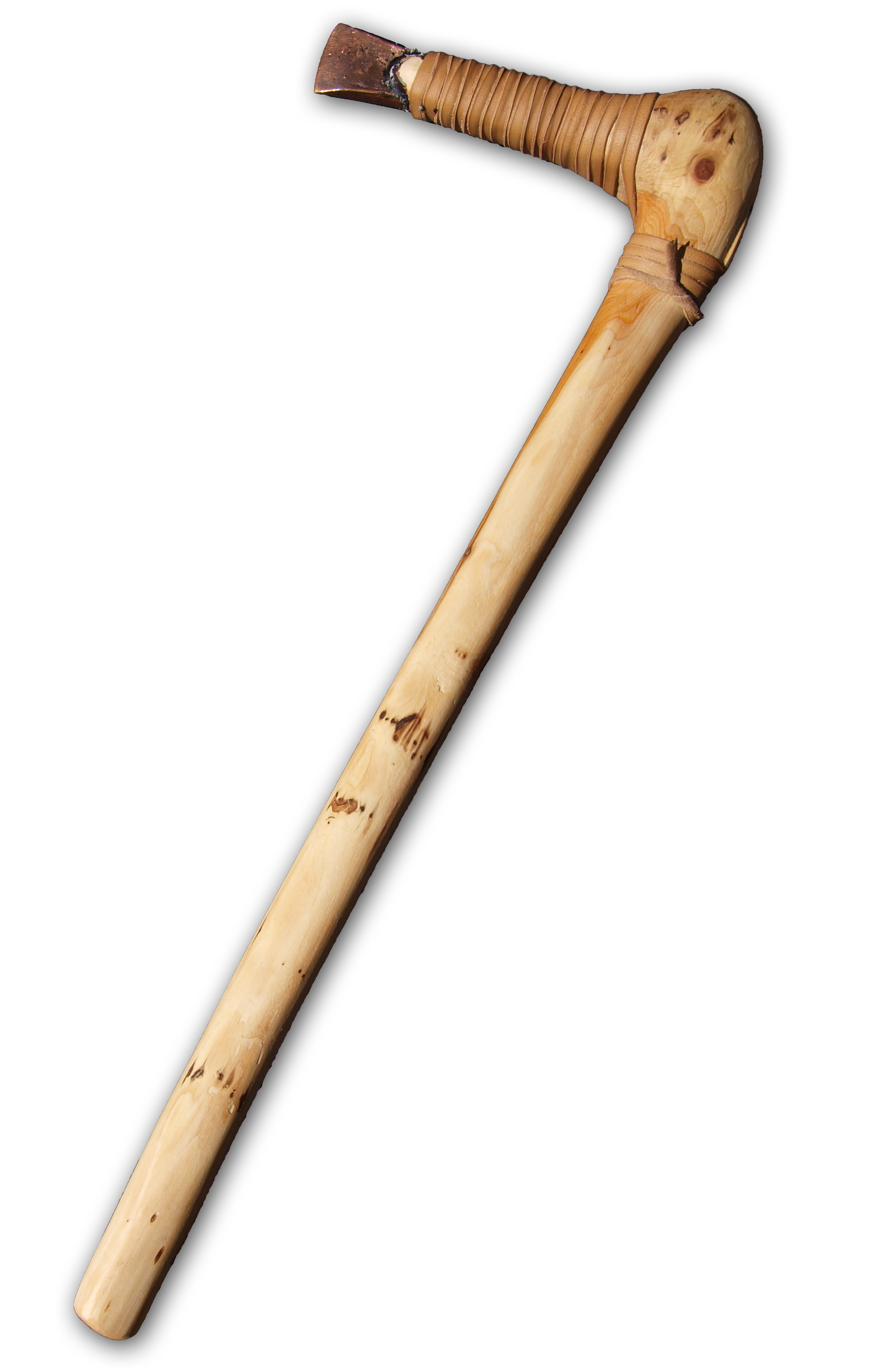
Recreare a securei de cupru a lui Ötzi, datată c. 3300 î.Hr.

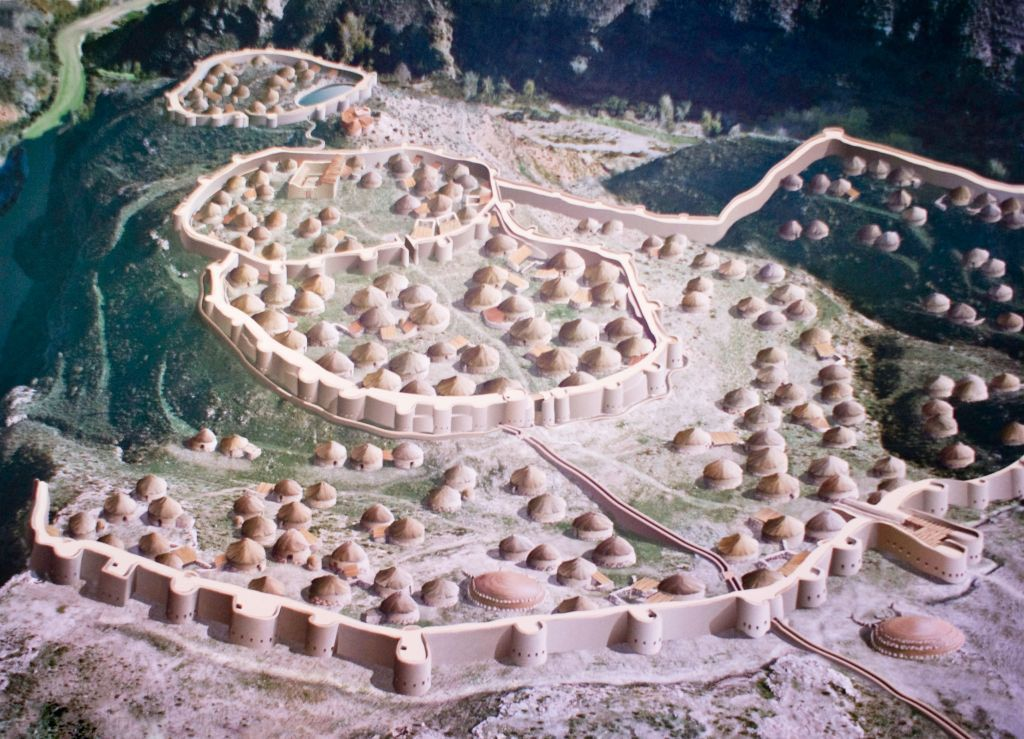
Pictură modernă, imaginând un sat fortificat din Calcolitic, descoperit în situl arheologic spaniol Los Millares.

## Epoca cuprului în Europa

### Spațiul românesc
Cuprul nu va fi folosit în spațiul românesc în timpul perioadei neolitice, decât în cantități foarte mici și de cele mai multe ori pentru bijuterii. Adesea a fost importat de la sud de Dunăre. Va începe brusc să fie folosit în masă la sfârșitul neoliticului, fiind folosit preponderent pentru bijuterii (inele, mărgele), obiecte decorative, și mai ales arme. Comune erau pumnalele cu lama prelungită de cupru, triunghiulară. La Trușești, județul Botoșani, au fost descoperite figurine antropomorfe purtate de localnici drept pandantive. Descoperirile arheologice dovedesc faptul că localnicii specializați în prelucrarea anumitor categorii de obiecte dețineau ateliere.